# Karl Wilhelm Stolle
Karl Wilhelm Stolle (* 19. Dezember 1842 in Frankenhausen, Amt Zwickau; † 11. März 1918 in Gesau bei Glauchau) war ein deutscher sozialdemokratischer Politiker. Er war von 1881 bis 1918 Mitglied des Reichstages.

## Leben

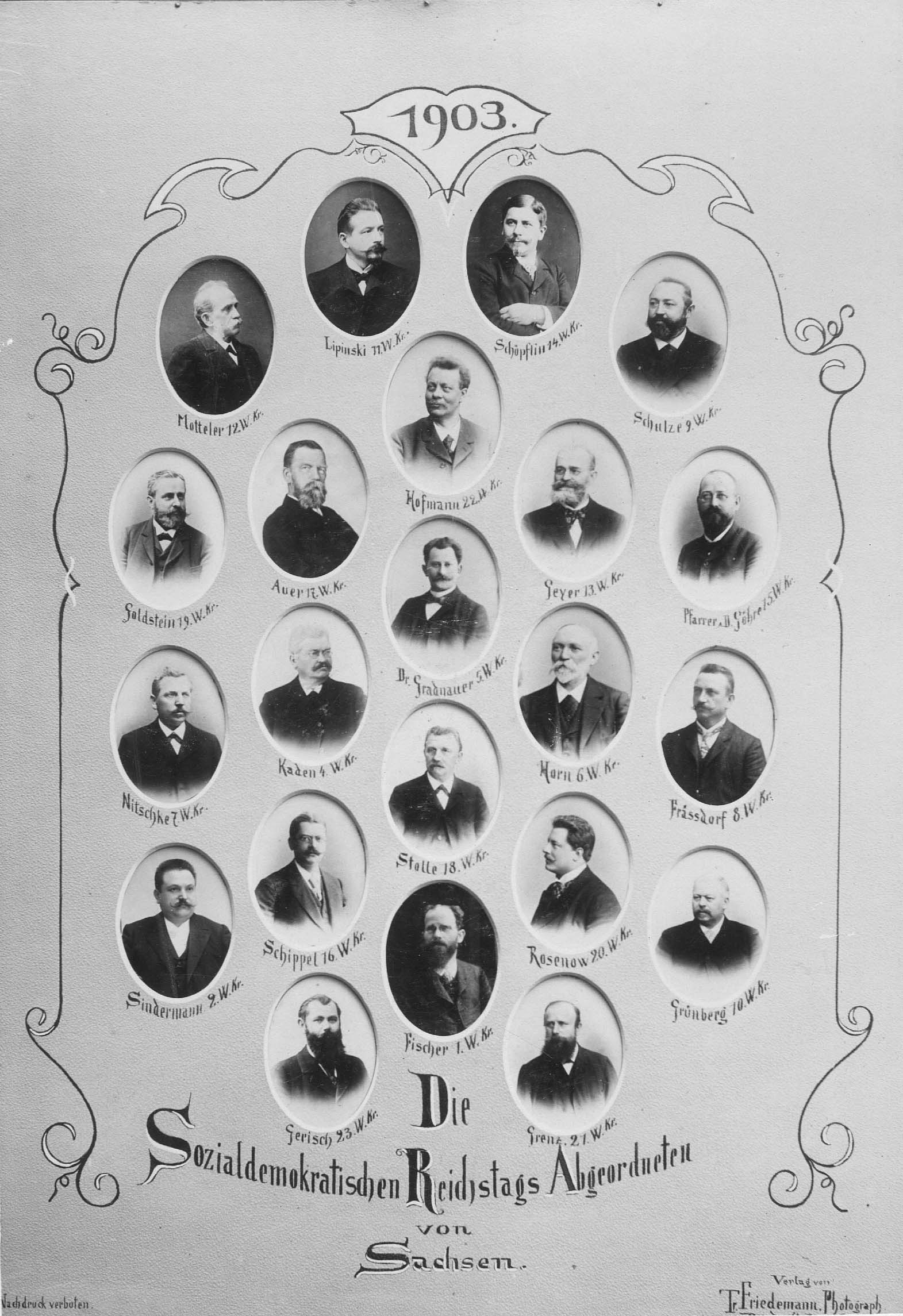
SPD-Reichstagsabgeordnete aus Sachsen von 1903. Karl Wilhelm Stolle in der mittleren Reihe zweiter von unten.

Nach dem Besuch der Volksschule in Frankenhausen erlernte Stolle die Gärtnerei. Er reiste als Gärtnergehilfe durch Deutschland, die Niederlande, Polen und Russland. Zwischen 1862 und 1879 war er Besitzer einer Handelsgärtnerei in Crimmitschau.
Er trat bereits zu Beginn der 1860er Jahre in die Arbeiterbildungsbewegung ein. Seit 1866 war er Mitglied der sächsischen Volkspartei und seit 1869 der SDAP, seit 1875 der SAPD und schließlich der SPD an. Er gehörte zu den Gründern der „Internationalen Gewerksgenossenschaft der Manufaktur-, Fabrik- und Handarbeiter.“ Von 1869 bis 1916 war er Delegierter mehrerer sozialdemokratischer Parteitage.
Zusammen mit anderen gründete er die Genossenschaftsdruckerei Stolle, Schlegel & Comp. Diese gab die Zeitung „Crimmitschauer Bürger- und Bauernfreund“ heraus. Im Zuge des Sozialistengesetzes wurde die Zeitung unterdrückt. Damit wurde auch die Druckerei ruiniert und auch Stolles Gärtnerei wurde in den Ruin getrieben. Danach war er ab 1880 als Gastwirt in Gesau tätig und bewirtschaftete den Schönburger Hof. Dort gehörte er zwischen 1886 und 1907 dem Gemeinderat an. Zwischen 1885 und 1897 gehörte er dem sächsischen Landtag an. Nach vergeblichen Kandidaturen für den Reichstag gehörte er dem Parlament von der 8. bis zur 15. Legislaturperiode (1881 bis 1918) an. Während des Ersten Weltkrieges lehnte er die Politik der Parteiführung ab und war 1916 Mitglied der Sozialdemokratischen Arbeitsgemeinschaft und gehörte ab 1917 der USPD an.

Stolle starb am Vormittag des 11. März 1918 und wurde in Gesau am 15. März mit „Grabrede“ beerdigt. Er hinterließ „Frau und vier Kinder“. Sein Grabstein auf dem Friedhof der St.-Andreas-Kirche, der noch heute erhalten ist, trägt die Aufschrift: 

„Ruhestätte. Auguste Stolle geb. Wagner geb. 10. 11. 1852 gest. 20. 5. 1922; Wilhelm Stolle. Mitglied des Reichstags. geb. 19. 12. 1842 gest. 11. 3. 1918“